# Ethereal Menace
Ethereal Menace es el segundo álbum de estudio de la banda de rock gótico de África del Sur The Awakening publicado en julio de 1999. El álbum utiliza elementos de música industrial, un estilo que más tarde fue nombrado como "rock oscuro futurista" por Nyte. Otro vídeo musical fue producido por Eban Olivier, para el sencillo «The March».. El vídeo fue puesto en rotación mediante MTV Europe.

## Lista de canciones
* Todas las canciones son escritas por Ashton Nyte
1. «It Etherea»
2. «Naked»
3. «Chairs»
4. «Wasted Miracle»
5. «Off the Sun»
6. «Sentimental Runaways»
7. «Nostalgya»
8. «The March» (parte 1)
9. «The March» (parte 2)
10. «Dreams of Fire»